# Thymebatis similis
Thymebatis similis là một loài tò vò trong họ Ichneumonidae.